# Nikolaj Petrovitj Ivanov
Nikolaj Petrovitj Ivanov (på russisk: Николай Петрович Иванов) (født 20. august 1949 i Leningrad, død 8. juni 2012) var en russisk roer, olympisk guldvinder og dobbelt verdensmester.

## Rokarriere
Ivanov vandt sammen med Vladimir Jesjinov og styrmand Valentin Kostisjin bronze ved VM i roning i 1970, og året efter vandt Jesjinov og Ivanov med Aleksandr Lukjanov som styrmand EM-bronze. Ved OL 1972 stillede Jesjinov og Ivanov op med styrmanden Jurij Lorentsson, og de blev nummer fem.
Ved EM 1973 var Lukjanov igen styrmand, og denne gang vandt den sovjetiske båd guld, og ved VM 1974 vandt samme besætning guld. Derpå skiftede Jesjinov, Ivanov og Lukjanov til firer med styrmand, og de var med til at blive verdensmester i denne båd i 1975.
Sovjetunionen stillede derpå op med VM-vinderne fra 1975 ved OL 1976 i Montreal. Bådens besætning bestod ud over Jesjinov, Ivanov og Lukjanov af Mikhail Kusnetsov, Aleksandr Klepikov samt Aleksandr Sema (der roede det indledende heat). I indledende heat blev de nummer to, mens de vandt deres semifinale, hvor de satte olympisk rekord. I finalen sikrede den sovjetiske båd sig guldet foran DDR, der fik sølv, og Vesttyskland, der tog bronzemedaljerne.
Derudover blev Jesjinov og Ivanov sovjetiske mestre i toer med styrmand i alle årene 1970-1974.

## Videre karriere
Efter afslutningen af sin aktive karriere blev Ivanov rotræner i fødebyen, Leningrad.

## OL-medaljer
- 1976:  Guld i firer med styrmand